# Cycle de Tyranaël
 (janvier 2021).
Si vous disposez d'ouvrages ou d'articles de référence ou si vous connaissez des sites web de qualité traitant du thème abordé ici, merci de compléter l'article en donnant les références utiles à sa vérifiabilité et en les liant à la section « Notes et références ».
Le cycle de Tyranaël est un cycle de romans de science-fiction d'Élisabeth Vonarburg, paru entre 1994 et 1997.

## Résumé
Le cycle se déroule sur la même planète, appelée Tyranaël ou Virginia, mais à des époques ou dans des dimensions différentes. Tyranaël est le nom donné par ses autochtones à la planète. Virginia est le nom donné par les Terriens à cette planète qui se situe dans la constellation de l'Aigle, une planète qu'ils croient déserte et qu'ils colonisent.
La planète est recouverte de ce que les Terriens appelleront "la Mer" qui recouvre régulièrement et pour une longue durée une grande partie des terres, changeant la configuration de ce monde. Cette Mer semble avoir des propriétés mortelles.
La faune de Tyranaël comprend des animaux ressemblant à des licornes.

## Volumes
- Contes de Tyranaël (Nouvelles pour la jeunesse, Québec/Amérique, Clip 15, 1994).

1. Les Rêves de la Mer (Roman, Alire, Romans 003, 1996). Version anglaise : Dreams of the Sea (Tesseract books, 2003).
2. Le Jeu de la perfection (Roman, Alire, Romans 004, 1996). Version anglaise : A Game of Perfection (Edge Publishing, 2005).
3. Mon frère l'ombre (Roman, Alire, Romans 005, 1997).
4. L'autre rivage (Roman, Alire, Romans 010, 1997).
5. La mer allée avec le soleil (Roman, Alire, Romans 012, 1997).

Tyranaël (Intégrale, Les Moutons Electriques, 2021)
- Volume 1, Les Rêves de la Mer, Le Jeu de la perfection, Mon frère l'ombre
- Volume 2, L'autre rivage, La mer allée avec le soleil

## Récompenses
- Grand Prix de la science-fiction et du fantastique québécois pour Les Rêves de la mer et Le Jeu de la perfection en 1997
- Prix Abitibi-Consolidated pour Les Rêves de la mer, Le Jeu de la perfection et Mon frère l'ombre en 1997